# Acord entre l'Estat espanyol i la Santa Seu sobre Assumptes Econòmics
L'Acord entre l'Estat espanyol i la Santa Seu sobre Assumptes Econòmics fou un acord entre l'Església Catòlica i l'Estat espanyol signat el 3 de gener de 1979. pel que s'estableix un règim de beneficis i exempcions fiscals per a les organitzacions catòliques en terres espanyoles. Aquest acord substitueix el Concordat de 1953, tenint efecte a partir del 1983.
En l'acord l'Església Catòlica es comprometia a establir una manera d'autofinançar-se. Durant els tres primers anys des de la signatura, seguiria rebent una ajuda de l'Estat espanyol que seria sotmesa a un control democràtic i sent regulat a partir del 1982 el montant de l'ajuda estatal "mitjançant un sistema d'aportació impositiva similar a l'utilitzat a l'Alemanya federal".
En l'art. III, s'estableixen les festes nacionals: Epifania del Senyor (6 de gener), dijous sant, Assumpció de la Verge (15 d'agost), Dia de tots sants (1 de novembre), Dia de la Immaculada Concepció (8 de desembre) i el divendres sant.
En l'art. IV.1.B s'estableix l'exempció fiscal total i permanent de pagar impostos reals o de producte sobre la renta i el patrimoni.